# Eligio Insfrán
Eligio Antonio Insfrán Orué (1935. október 27. –) paraguayi labdarúgócsatár.
A paraguayi válogatott tagjaként részt vett az 1958-as labdarúgó-világbajnokságon.